# Security magazín
Security magazín je český tematický tištěný časopis o zabezpečovací technice, ochraně majetku, osob a informací. Působí na českém trhu tištěných médií od roku 1994. Vychází v dvouměsíční periodě. Zaměřuje se na profesionály v oblasti bezpečnosti, na lidi v přímém výkonu služby v soukromých bezpečnostních agenturách a ve firmách, které poskytují technické bezpečnostní služby.
Na podzim 2007 byl šéfredaktorem časopisu Ivo Havlík a vydavatelem společnost FAMily media. Security magazín tehdy vycházel celobarevně na křídovém papíru v nákladu 5 000 výtisků. Od února 2012 spustil tehdejší vydavatel časopisu Security Media rovněž webový zpravodajský portál securitymagazin.cz zaměřující se na aktuální problematiku bezpečnosti. Počátkem roku 2014 prošla tištěná verze grafickou obměnou, přičemž v té době byl novým šéfredaktorem Tomáš Jirásko a novým vydavatelem agentura Smart Point, jejímž jednatelem byl Ondřej Škarka.
Od září 2014 se stal novým šéfredaktorem on-line verze někdejší ministr vnitra za Věci veřejné, a ještě dříve šéfredaktor pořadu Na vlastní oči TV Nova, Radek John. Při té příležitosti byla v médiích za vydavatele opět označena společnost Security Media, jejíž čerstvou majitelkou a jednatelkou byla Lucie Taušová. Ta firmu převzala po Františku Lošťákovi. Na webu, jehož nová grafická podoba byla současně představena, spolupracoval s Johnem ještě jeden redaktor – Jan Čihák, který byl současně šéfredaktorem verze tištěné a od prvních měsíců roku 2015 nahradil Lucii Taušovou v roli jednatele i 100% vlastníka firmy (v letech 1990–2007 pracoval na Generálním ředitelství cel Praha a pak mimo jiné pro firmu ABL). Počátkem roku 2016 již byl Čihák uváděn jako šéfredaktor on-line verze a vedle něj v magazínu působil jako obchodní ředitel Filip Klasna, bratr manželky Víta Bárty Kateřiny Klasnové, též asistent poslankyně za Věci veřejné Olgy Havlové, dřívější hlavní manažer této strany, ještě předtím vedoucí IT oddělení Mladé fronty DNES, odkud odešel po 11letém pracovním poměru k datu 6. dubna 2011, a to na základě oboustranné dohody v souvislosti s jeho mimoredakčními aktivitami pro společnost ABL.